# はるさめ (護衛艦・2代)
はるさめ（ローマ字：JS Harusame, DD-102）は、海上自衛隊の護衛艦。むらさめ型護衛艦の2番艦。艦名は「春に静かに降る雨」に由来し、この名を受け継ぐ日本の艦艇としては、旧海軍春雨型駆逐艦「春雨」、白露型駆逐艦「春雨」、むらさめ型護衛艦 (初代)「はるさめ」に続き4代目に当たる。
本記事は、本艦の艦暦について主に取り扱っているため、性能や装備等の概要についてはむらさめ型護衛艦を参照されたい。

## 艦歴
「はるさめ」は、中期防衛力整備計画に基づく平成4年度計画4,400トン型護衛艦2231号艦として、三井造船玉野事業所で1994年8月11日に起工され、1995年10月16日に進水、1996年9月25日に公試開始、1997年3月24日に就役し、同日付で第1護衛隊群隷下に新編された第1護衛隊に「むらさめ」とともに編入され横須賀に配備された。
1998年と2000年に環太平洋合同演習（RIMPAC）に参加した。
2001年9月6日からオーストラリア建国100周年国際観艦式に参加するため、護衛艦「むらさめ」とともに派遣されたが、アメリカ同時多発テロ事件の発生により、国際観艦式が中止となり、10月11日に帰国した。
2002年11月25日、テロ対策特別措置法に基づき補給艦「ときわ」とともにインド洋に派遣され、任務に従事し2003年5月20日に帰国した。
2005年4月19日から4月26日に寄港したオーストラリア海軍フリゲート「キャンベラ」と交歓する。4月26日から2日間、親善訓練を実施する。
2006年8月4日から4日間、東京晴海ふ頭に寄港したニュージーランド海軍フリゲート「テ・カハ」、補給艦「エンデヴァー」と交歓する。
2008年3月26日、護衛隊改編により第2護衛隊群第6護衛隊に編入された。
2009年7月6日、第2次派遣海賊対処行動水上部隊として横須賀を出港し、護衛艦「あまぎり」と共に7月29日から護衛を開始した。この間には、攻撃を受けたパナマ船籍の船舶へのSH-60Kの発進や護衛活動中に本艦の近くに現れた不審船にLRADとSH-60Kによる対応を実施。7月28日から11月2日まで合計34回、248隻の船舶を護衛して、同年11月29日に帰港した。
2011年3月11日に発生した東日本大震災を受け、地震発生から68分後に横須賀を出港、同年5月31日まで災害派遣を行った。
2012年1月21日、第11次派遣海賊対処行動水上部隊として「むらさめ」とともにソマリア沖・アデン湾に向けて横須賀から出航し、任務期間中、合計188隻を護衛した。帰国途上の同年6月16日には僚艦「むらさめ」インド西方海域にてインド海軍の哨戒艦「シャラダ」と高速戦闘艇「カルペニ」が参加する共同訓練を実施する、同年7月5日に横須賀に帰港した。
2013年3月7日、編成替えにより第2護衛隊群第2護衛隊に編入され、定係港が佐世保に転籍。
2014年11月15日、第20次派遣海賊対処行動水上部隊として護衛艦「あまぎり」とともにソマリア沖・アデン湾に向けて佐世保から出港、2015年5月20日に帰国した。
2017年3月18日から5月22日、練習艦「かしま」、練習艦「やまゆき」と共に、第67期一般幹部候補生課程修了者190名（うちタイ留学生１名）を乗せ近海練習航海を実施。5月22日、「かしま」と共に、遠洋練習航海のため横須賀を出港した。アメリカ（真珠湾、サンディエゴ、ニューポート、フォートローダデール、アンカレッジ）、メキシコ（チアパス、マンサニージョ）、キューバ（ハバナ）、チリ（バルパライソ）、エクアドル（グアヤキル）、カナダ（バンクーバー）、ロシア連邦（ウラジオストク）、韓国（ピョンテク）の8か国、13寄港地を訪問後、同年11月1日に横須賀基地に帰港した。
2019年9月17日から9月29日及び10月15日から10月23日までの間、 関東南方から沖縄周辺を経て九州西方へ至る海空域において日豪共同訓練（日豪トライデント）を実施する。海自からは本艦のほか、護衛艦「てるづき」、「あさひ」、「あたご」、補給艦「ましゅう」及びP-1哨戒機又はP-3C哨戒機と潜水艦が、オーストラリア海軍からは艦艇及び潜水艦が参加し、 各種戦術訓練を実施した。
同年11月24日、第35次派遣海賊対処行動水上部隊としてソマリア沖・アデン湾に向けて佐世保から出港した。
2020年5月下旬に任務を終了し、帰国途上の艦内において、急性胆嚢炎あるいは急性胆管炎が疑われる症状を発症した隊員が出たため、当初の6月20日に帰国する予定を1日早めて6月19日に帰港する
。
2021年3月1日から5日にかけて、関東南方からグアム北方の海空域において護衛艦「いせ」、「しらぬい」とともに米海軍駆逐艦「ジョン・S・マケイン」、「ベンフォールド」と日米共同訓練を実施した。
同年9月2日から7日にかけて、東シナ海から四国南方を経て関東南方に至る海空域おいて、英国空母打撃群（CSG21：空母「クイーン・エリザベス」、駆逐艦「ディフェンダー」、米駆逐艦「ザ・サリバンズ」、オランダ海軍フリゲート「エファーツェン」、カナダ海軍フリゲート「ウィニペグ」）と日英米蘭加共同訓練（PACIFIC CROWN 21‐3）を実施する。海自からは本艦の他、護衛艦「いせ」、「あさひ」、「たかなみ」、「きりしま」、「おおなみ」、「てるづき」及び潜水艦1隻、P-1哨戒機が、航空自衛隊からはＦ-2、Ｆ-15戦闘機、E-767早期警戒管制機が参加し、対抗戦、防空戦、対潜戦等を実施する。
同年11月3日、東シナ海において護衛艦「いせ」、「あさひ」、ミサイル艇「おおたか」、掃海艇「ひらしま」、「やくしま」、「たかしま」とともに米海軍強襲揚陸艦「アメリカ」と日米共同訓練を実施した。
2022年5月22日、第42次派遣海賊対処行動水上部隊（情報収集活動兼務）としてソマリア沖・アデン湾に向けて佐世保基地を出港する。なお、新型コロナウイルス感染症拡大の状況を踏まえ、乗組員全員に対しPCR検査を実施し、日本近海において14日間にわたり訓練等を行いつつ乗組員の健康観察を実施した上で、ソマリア沖・アデン湾に向け進出した。その進出途上の6月5日及び7日、南シナ海において米海軍駆逐艦「フィッツジェラルド」、補給艦「ティピカヌー」と日米共同訓練を実施した。6月24日には、パキスタン海軍フリゲート「トゥグリル」と日パキスタンPASSEXを実施した。同年9月11日、アラビア海北部において、EU海上部隊（フランス海軍）フリゲート「GUEPRATTE」と共同訓練を実施した。主要訓練項目は近接運動、クロスデッキ、写真撮影。同年10月25日、アデン湾においてスペイン海軍フリゲート「NUMANCIA」と、同28日にはトルコ海軍フリゲート「BURGAZADA」と海賊対処共同訓練を第151連合任務群の計画により実施した。主要訓練項目は立入検査、戦術運動及び写真撮影。同年11月26日、スービック周辺海空域において、フィリピン海軍哨戒艦「コンラッド ヤップ」と日フィリピン親善訓練を実施した。12月4日、佐世保に帰港。
2025年2月27日から3月1日にかけて、西太平洋から東シナ海に至る海域において実施された日米共同訓練に参加した。米海軍からは空母「カール・ヴィンソン」、駆逐艦「ウィリアム・P・ローレンス」、「スタレット」、「ラルフ・ジョンソン」が参加し、各種戦術訓練（LINKEX等）を実施した。
同年6月1日、第51次派遣海賊対処行動水上部隊（中東地域における情報収集活動兼務）として、佐世保基地から出港した。進出途上の6月10日、南シナ海において、マレーシア海軍哨戒艦「トレンガヌ」と日マレーシア共同訓練（MALPAN）を実施した。訓練項目は 海賊対処訓練、戦術運動及びPHOTOEX。同年7月7日、アラビア海においてEU海上部隊のスペイン海軍フリゲート「ナバラ」と海賊対処共同訓練を実施した。主要訓練項目は戦術運動、通信訓練、PHOTOEX。同年7月22日、 アデン湾東部においてEU海上部隊のギリシャ海軍フリゲート「プサラ」と共同訓練を実施した。主要訓練項目は戦術運動、通信訓練、PHOTOEX。
現在、第2護衛隊群第2護衛隊に所属し、定係港は佐世保である。

### 歴代艦長
| 代 | 氏名         | 在任期間               | 出身校・期 | 前職                                 | 後職                                  | 備考                 |
| -- | ------------ | ---------------------- | ---------- | ------------------------------------ | ------------------------------------- | -------------------- |
| 01 | 石井 奨      | 1997.3.24 - 1998.9.29  | 防大16期   | はるさめ艤装員長                     | 海上自衛隊幹部学校図演装置運用課      | 1997.7.1 1等海佐昇任 |
| 02 | 川上修平     | 1998.9.30 - 2000.8.27  | 防大22期   | のしろ艦長                           | 大湊地方総監部管理部総務課長          |                      |
| 03 | 一之瀬洋一郎 | 2000.8.28 - 2002.8.19  | 防大19期   | 自衛艦隊司令部                       | 作戦情報支援隊作戦情報第1科長 兼 副長 |                      |
| 04 | 佐伯泰啓     | 2002.8.20 - 2003.8.30  | 防大24期   | とね艦長                             | 基礎情報支援隊                        |                      |
| 05 | 中村泰信     | 2003.9.1 - 2005.3.24   | 防大20期   | 海上幕僚監部副監察官                 | 横須賀海上訓練指導隊船務航海科長      |                      |
| 06 | 森﨑真司     | 2005.3.25 - 2007.12.2  | 防大25期   | 指揮通信開発隊企画科長               | 保全監査隊                            |                      |
| 07 | 橋向亮介     | 2007.12.3 - 2009.12.14 |            | 横須賀海上訓練指導隊                 | とわだ艦長                            |                      |
| 08 | 川上司朗     | 2009.12.15 - 2011.8.18 |            | 海上幕僚監部防衛部運用支援課         | 海上自衛隊第1術科学校教官             |                      |
| 09 | 佐藤 誠      | 2011.8.19 - 2013.3.21  | 防大27期   | やまぎり艦長                         | 対潜資料隊研究科長                    |                      |
| 10 | 織戸邦明     | 2013.3.22 - 2014.7.31  |            | 佐世保地方総監部管理部総務課         | 佐世保海上訓練指導隊 船務航海科長     |                      |
| 11 | 髙須賀政信   | 2014.8.1 - 2015.8.6    | 防大33期   | やまぎり艦長                         | 艦艇開発隊艦艇第1科長                 |                      |
| 12 | 古川 剛      | 2015.8.7 - 2016.7.31   | 防大40期   | 統合幕僚学校 国際平和協力センター    | しらせ運用長                          |                      |
| 13 | 木村光孝     | 2016.8.1 - 2017.1.24   |            | 佐世保基地業務隊補充部付             | 護衛艦隊司令部幕僚                    |                      |
| 14 | 樋之口和隆   | 2017.1.25 - 2017.11.30 | 防大32期   | 護衛艦隊司令部幕僚                   | 横須賀海上訓練指導隊砲雷科長          |                      |
| 15 | 鵜川尚丈     | 2017.12.1 - 2018.12.9  | 防大39期   | 海上自衛隊幹部学校図演装置運用課     | 呉海上訓練指導隊船務航海科長          |                      |
| 16 | 大島輝久     | 2018.12.10 - 2020.8.19 | 防大38期   | 佐世保海上訓練指導隊砲雷科長         | 海上幕僚監部総務部総務課              |                      |
| 17 | 石井裕之     | 2020.8.20 - 2021.7.18  |            | おおよど艦長                         | しらせ運用長                          |                      |
| 18 | 伴 昌幸      | 2021.7.19 -2023.2.26   |            | 護衛艦隊司令部幕僚 兼 自衛艦隊司令部 |                                       |                      |
| 19 | 北村友嗣     | 2023.2.27 - 2024.3.0   |            | ましゅう副長                         |                                       |                      |
| 20 | 林 大佑      | 2024.3.0 - 2025.4.0    | 防大51期   | 第1護衛隊群司令部                    |                                       |                      |
| 21 | 小澤 誠      | 2025.4.0 -             |            | はまぎり艦長                         |                                       |                      |

## ギャラリー

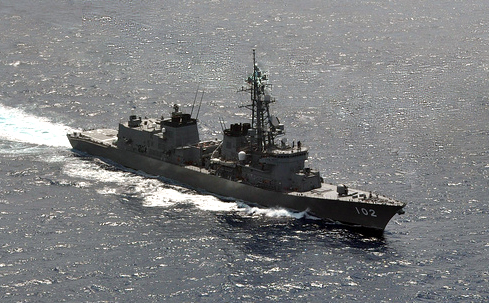
太平洋を航行する「はるさめ」
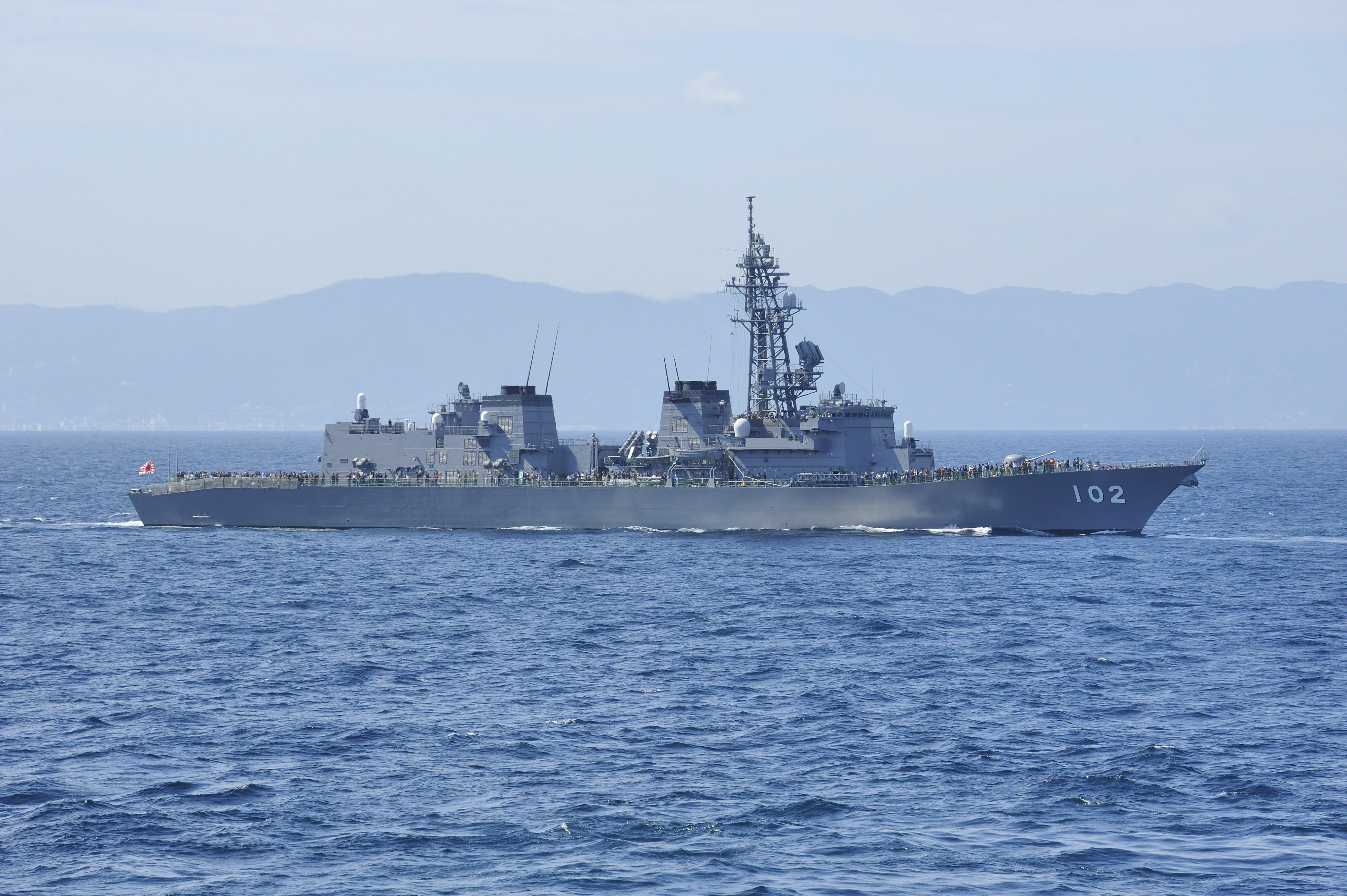
平成24年度観艦式予行で相模湾を航行する「はるさめ」
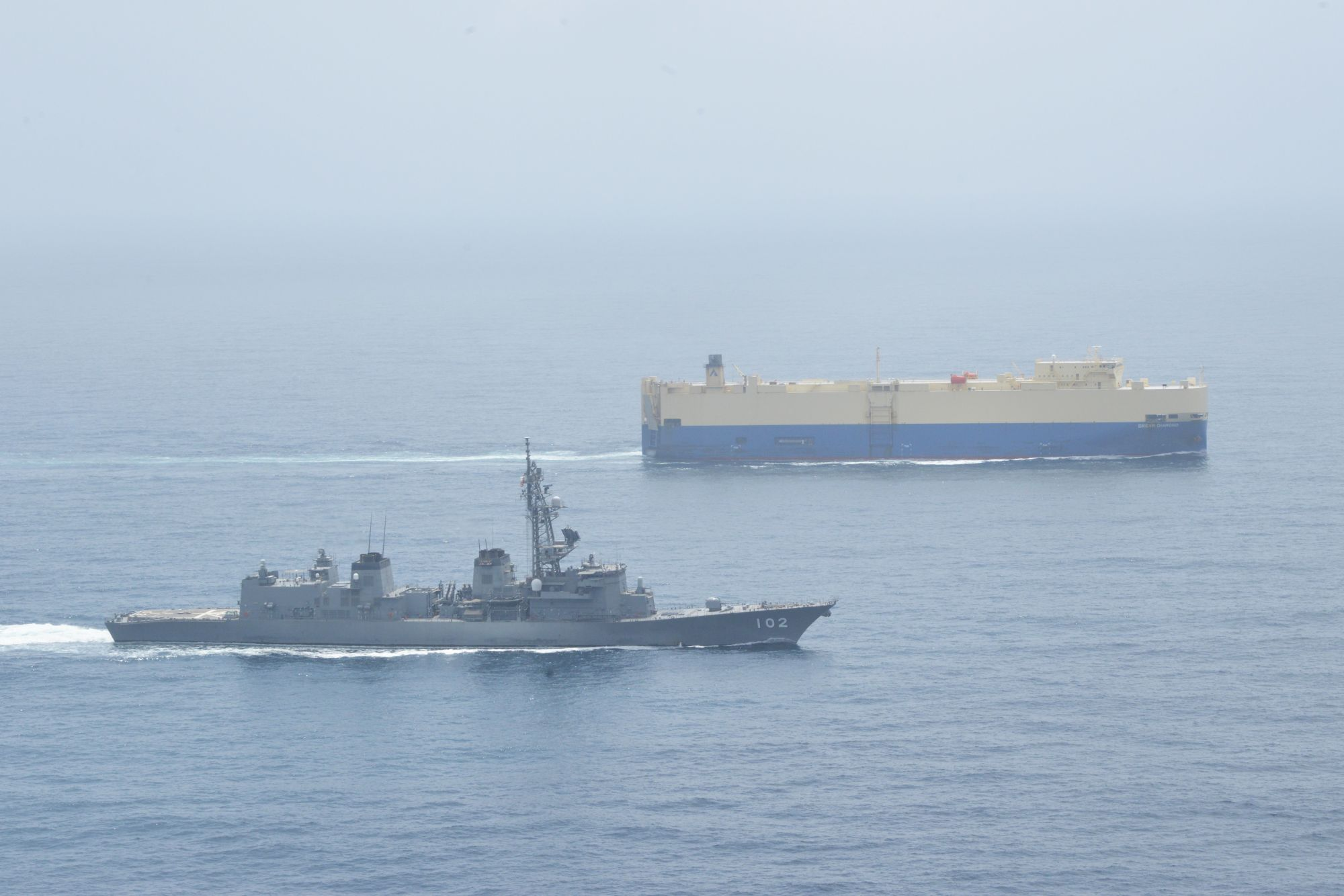
アデン湾で海賊対処任務に従事する「はるさめ」
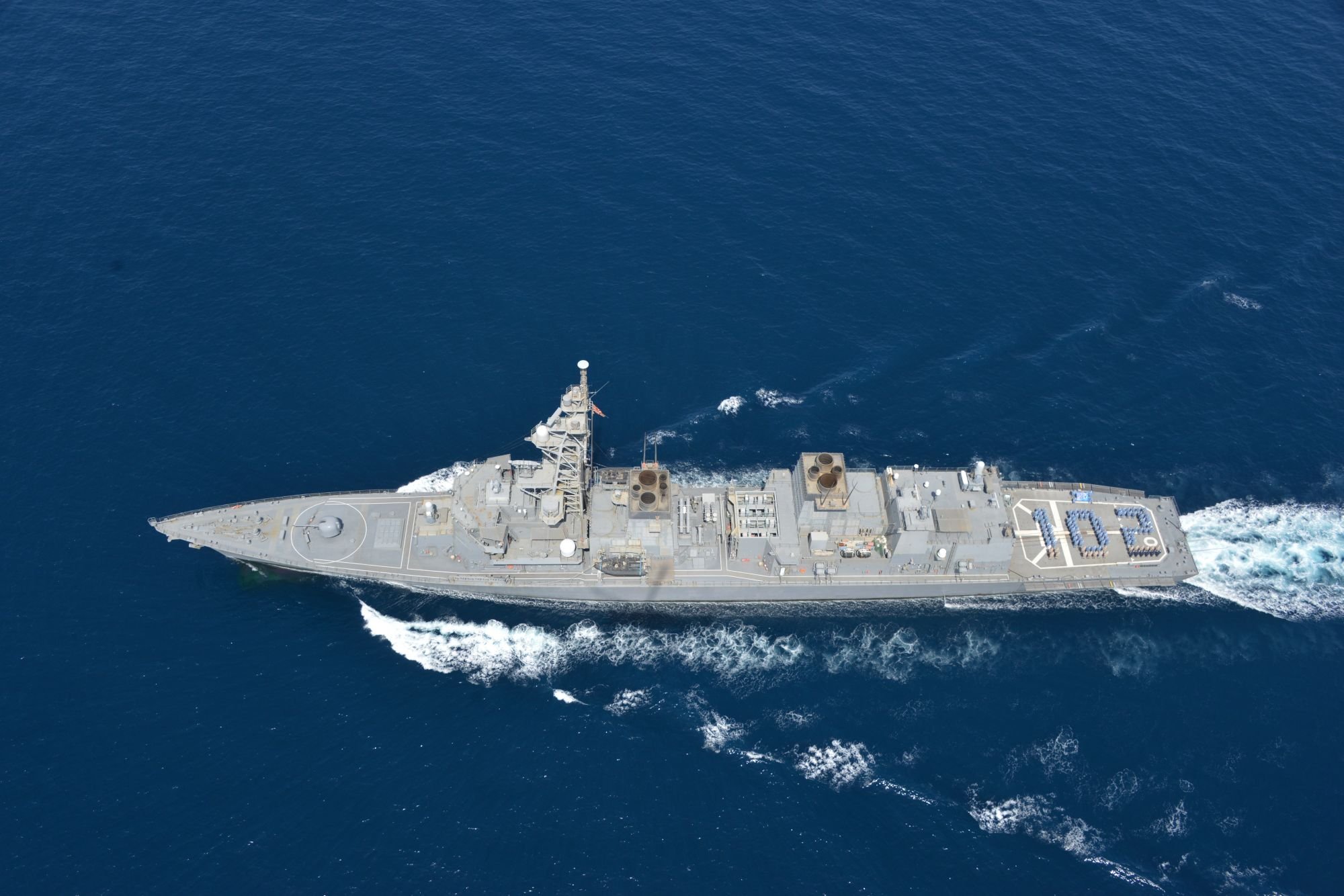
「艦番号102」にちなんだ人文字を作る乗員
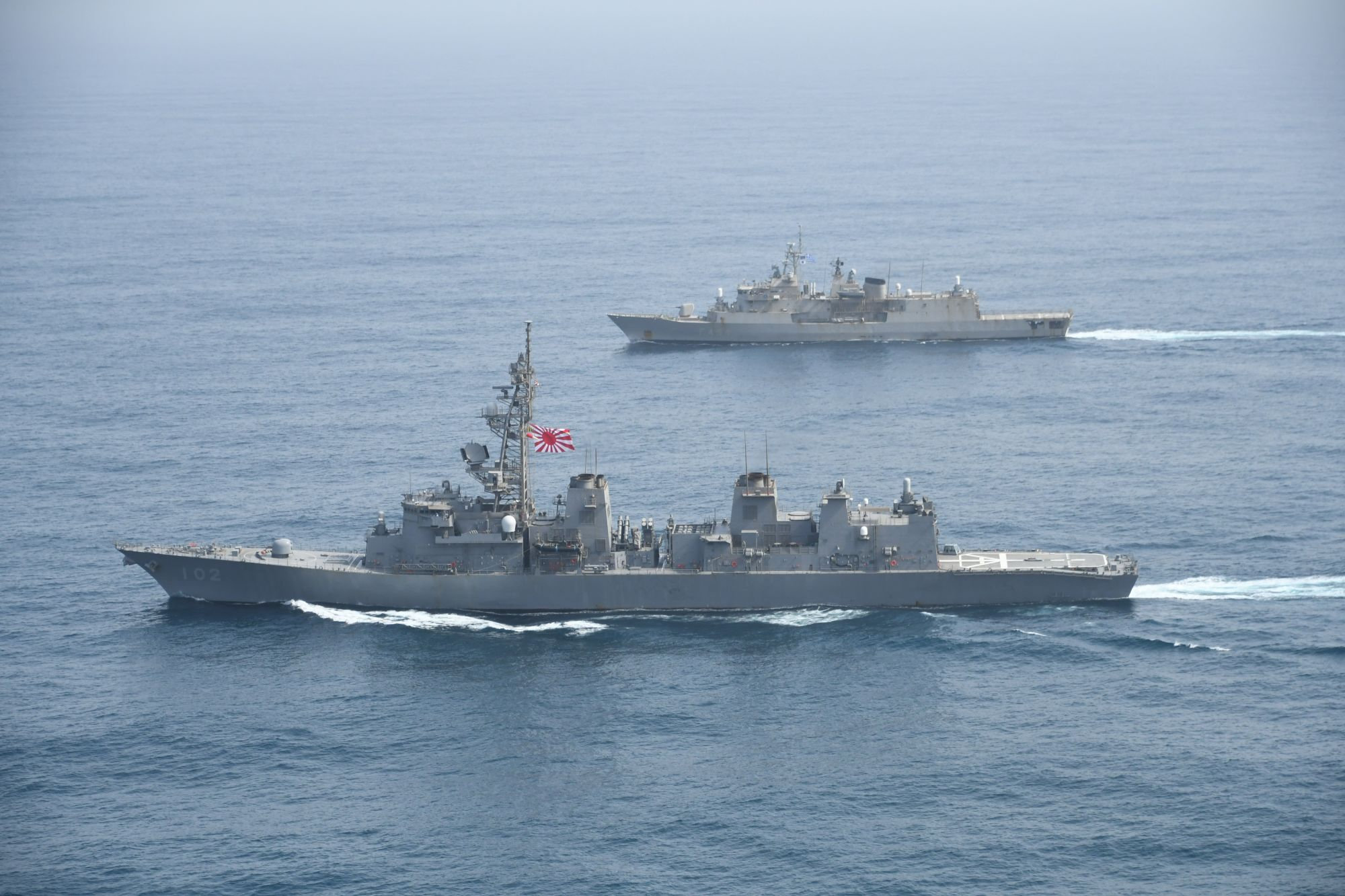
「はるさめ」とギリシャ海軍フリゲート「プサラ」